# Джон Бойд (політик)
Джон Бойд (1 травня, 1824 — ?) член Асамблеї Вісконсіна.

## Біографія
Бойд народився 1 травня, 1824 в Англії. В 1843, закінчив Trinity College в Дубліні. Згодом перебираєтся до міста Калумет. Його брат Томас, був також членом Асамблеї. Після відвідування його свекра в Канзасі в 1871 році,він їде до Фавн Крик в Монтгомері з жінкою Анною та їх сином Джорджем, де займався політикою у 1870-х роках і був офіцером в фермерському клубі.

## Карьєра
Бойд був членом Ассамблеї в 1855, 1860, 1862 та 1870 роках.Є Демократом.